# Aïn El Orak
Ain El Orak là một đô thị thuộc tỉnh El Bayadh, Algérie. Dân số thời điểm năm 2002 là 1.99 người.